# Yonago
Yonago (米子市?, Yonago-shi) è una città giapponese della prefettura di Tottori.